# Брандт Петро Олександрович
Петро Олександрович Брандт (12 червня 1861,  м. Тельшяй, Ковенська губернія — ?) — генеральний хорунжий армії Української Держави.

## Життєпис
Закінчив у 1882 році Миколаївське інженерне училище, служив у 6-му саперному батальйоні. Закінчив Миколаївську інженерну академію у 1887 році, служив у Виборзькій фортечній артилерії. З 20 жовтня 1887 у Свеаборзькій фортечній артилерії. З 7 вересня 1888 військовий інженер Головного інженерного управління. Брав участь у плануванні та будівництві першого фільтру Петербурзького водопроводу. Влітку 1890 року інженер на спорудженні Охтинського порохового заводу. Згодом керував перебудовою Шосткінського порохового заводу. 
З 1 листопада 1895 на посаді інженера Головного інтендантського управління Миколаївської залізниці. З 22 березня 1905 став помічником начальника управління Миколаївської залізниці. Одночасно обіймав посади: члена Технічного комітету Головного інтендантського управління (1899–1910), викладача Військово-інтендантської академії (1901–1910). З 7 вересня 1910 року головний інтендант 9-го армійського корпусу (Київ). 14 квітня 1913 був підвищений до рангу генерал-майора. 
З 12 березня 1918 року на службі в Армії УНР, начальник Технічного відділу Головного інтендантського управління. На цій посаді залишався за часів Гетьманату та Директорії.
3 листопада 1919 у Козятині потрапив у полон до червоних, був відправлений до Москви у розпорядження Головного військово-господарчого управління РСЧА. 18 лютого 1920 був призначений начальником Київських військово-господарчих курсів РСЧА. Після зайняття Києва польськими та українськими військами знов повернувся до Армії УНР. 13 травня 1920 приділений до київського міського коменданта Армії УНР. З 22 травня цього ж року — член комісії по збору державного майна. 
У червні 1920, після відступу польських та українських військ, залишився у зайнятому червоними Києві. Подальша доля невідома.